# Hamburg-Altona-Nord
Altona-Nord is een stadsdeel van Hamburg-Altona, een district van de Duitse stad Hamburg. Het gebied is het noordelijke deel van Altona, dat tot 1938 een zelfstandige stad was die tot Pruisen behoorde.

## Geschiedenis
Het stadsdeel Altona-Nord ontstond pas na de Tweede Wereldoorlog voorheen was het een deel van het huidige Hamburg-Altona-Altstadt. Altona werd in de zestiende eeuw gesticht en behoorde tot midden jaren zestig van de negentiende eeuw toe aan het hertogdom Holstein, dat geregeerd werd door de Deense koning. In 1927 werden een aantal gemeenten bij Altona gevoegd zodat dit een grootstad werd, maar in 1938 werd Altona zelf een onderdeel van het naburige Hamburg.

## Demografie
| 1987   | 1988   | 1989   | 1990   | 1991   | 1992   | 1993   | 1994   | 1995   | 1996   | 1997   |
| ------ | ------ | ------ | ------ | ------ | ------ | ------ | ------ | ------ | ------ | ------ |
| 19.424 | 19.633 | 19.853 | 20.113 | 20.288 | 20.297 | 20.542 | 20.635 | 20.586 | 20.562 | 20.497 |

| 1998   | 1999   | 2000   | 2001   | 2002   | 2003   | 2004   | 2005   | 2006   | 2007   | 2008   |
| ------ | ------ | ------ | ------ | ------ | ------ | ------ | ------ | ------ | ------ | ------ |
| 20.433 | 20.725 | 20.701 | 20.949 | 21.030 | 21.125 | 21.246 | 21.158 | 21.406 | 21.617 | 21.305 |